# コーリー ホワイトハウスでチョー大変!
『コーリー ホワイトハウスでチョー大変!』（原題：Cory in the House）はアメリカ合衆国のテレビドラマ。2007年1月12日から2008年9月12日までディズニー・チャンネルで放送された。2007年11月まで放送された『レイブン 見えちゃってチョー大変!』のスピンオフ作品。

## 登場人物
コーリー・バクスター：カイル・マッシー（声：伊藤亜矢子）
ニュート・リヴィングストン：ジェイソン・ドリー（声：林勇）
本名：Newton "Newt"  Livingston III
ミーナ・パルーム：マイアラ・ウォルシュ（声：武田華）
ビクター・バクスター：ロンデール・シェリダン（声：福田信昭）
コーリーの父。大統領の専任シェフに選ばれた。
大統領：ジョン・ティアキーノ（声：相沢正輝）
ソフィ：マディソン・ペティス（声：成田紗矢香）
大統領の娘。
サマンサ・サミュエルズ：（声：高森奈緒）
ジェイソン：（声：野島健児）
ハーレイ：（声：狩野茉莉）
ソフィの親友
バンダースライス先生（声：小宮和枝）

## サブタイトル

### シーズン1
1. ホワイトハウスへお引っ越し！
2. 異文化交流でお友達
3. 特ダネは宇宙から？
4. ウソで恋は始まらない！
5. 見世物はお断り！
6. エア・フォース・ワンでダンス・バトル
7. 選挙に勝っちゃクマっちゃう！
8. 子ねこちゃんのロックン・ロール
9. 恋の悪だくみ
10. 恋には落ちたくない！
11. ライブで呪いをぶっ飛ばせ！
12. お買い物はむずかしい！
13. お菓子商売は甘くない！
14. レイブン登場！ホワイトハウスはチョー大変!
15. ライブナイトは悪夢の夜
16. 友情は恋より大切
17. うそつきをこらしめろ！
18. リズムがなけりゃバンドじゃない！
19. 流れ星に願いを…かけないで
20. ザ・ロックに会いたい！
21. 人気者になりたい!

### シーズン2
カッコ内は通し番号
1. (22)　ホワイトハウスはデート禁止！
2. (23)　作曲はぶっ飛んで?
3. (24)　怪物ミーナの暴走
4. (25)　禁じられたキス
5. (26)　恐怖のエンジェル人形
6. (27)　勝負はヘアサロンで
7. (28)メンズ・モデル・ブート・キャンプに行こう！
8. (29)恋の化学変化
9. (30)天敵がやって来た！
10. (31)いい子になったスタンリー
11. (32)家族ごっこはほどほどに
12. (33)恋のかけひきはリングの上で
13. (34)怒って、歌って、大もうけ!?

## スタッフ
- 日本語版演出：向山宏志
- 通訳 : 松田順子
- 録音製作 : 東北新社